# Christian Bickel
Christian Bickel (* 27. Januar 1991 in Bad Langensalza) ist ein deutscher Fußballspieler.

## Karriere

### Jugend
Bickel begann seine Karriere in den Jugendteams von Fortuna Gräfentonna und Wacker 03 Gotha, bevor er 2009 in die Jugend des FC Rot-Weiß Erfurt wechselte. Bereits nach einer Saison verließ Bickel Erfurt und schloss sich der A-Jugend (U-19) des SC Freiburg an. Am 22. Mai 2010 (33. Spieltag) feierte er beim 2:0-Auswärtssieg der zweiten Mannschaft (U-23) gegen den 1. FC Nürnberg II sein Debüt im Seniorenbereich, als er in der 90. Minute für Sandro Sirigu eingewechselt wurde. Zur Saison 2010/11 wurde Bickel fest in den Kader der zweiten Mannschaft aufgenommen und wurde Stammspieler.

### Profispieler
Zur Saison 2011/12 erhielt er einen Profivertrag mit Laufzeit bis zum 30. Juni 2015 und stand im Profikader. Parallel wurde Bickel in der zweiten Mannschaft weiter eingesetzt. Während der Hinrunde zog er sich einen Bänderriss im Sprunggelenk zu. Um schneller wieder Anschluss zu finden, wurde er am Ende der Winterpause an den SSV Jahn Regensburg in die 3. Liga ausgeliehen. Am 4. Februar 2012 (24. Spieltag) feierte er bei der 1:2-Niederlage gegen den VfR Aalen sein Profidebüt, als er in der 69. Spielminute für Selçuk Alibaz eingewechselt wurde. In seiner dritten Partie gegen den FC Rot-Weiß Erfurt, spielte er erstmals von Beginn an, doch nach einer Viertelstunde war nach einem Mittelfußbruch nicht nur das Spiel, sondern die gesamte Saison für ihn beendet. Auch ohne seine Mithilfe sicherte sich Jahn Regensburg Platz 3 und anschließend in der Relegation den Aufstieg in die 2. Bundesliga. Zur Saison 2012/13 kehrte Bickel zum SC Freiburg zurück.
Anfang Januar 2013 wechselte Bickel ablösefrei zum Zweitligisten Energie Cottbus. Er unterschrieb einen bis Ende Juni 2015 laufenden Vertrag, doch bereits im Sommer 2014 wechselte er zu Hansa Rostock. In der Drittligasaison 2014/15 absolvierte er bei Hansa 36 Spiele und erzielte sieben Treffer. Hinzu kamen fünf Einsätze im Landespokal und der Siegtreffer in der 43. Minute zum 1:0 im Finale gegen die TSG Neustrelitz. Im März 2015 wurde er zum Drittligaspieler des Monats gewählt.
Nach drei weiteren Drittligaeinsätzen in Saison 2015/16 und einem DFB-Pokalspiel (gegen den 1. FC Kaiserslautern 4:5 n. E.) für die Hanseaten verließ Bickel Rostock und wechselte nach Paderborn in die 2. Bundesliga. Wegen eines Außenbandanrisses im Knie kam Bickel in dieser Saison in Paderborn auf nur 10 Ligaeinsätze und stieg mit dem SC am Saisonende aus der 2. Bundesliga ab. Zur Saison 2017/18 wurde er für ein Jahr an den 3. Liga-Konkurrenten VfL Osnabrück ausgeliehen.
Zur Saison 2018/19 wechselte Bickel zum FSV Zwickau. Nachdem er dort in seiner ersten Saison noch auf 20 Ligaeinsätze gekommen war, fand er in der folgenden Saison 2019/20 weitestgehend keine Berücksichtigung mehr und wurde nur noch in zwei Ligaspielen eingesetzt.
Nach Auflösung seines Vertrages im Sommer 2020 schloss sich Bickel daraufhin dem Regionalligisten Chemnitzer FC an. Bis zur Einstellung des Spielbetriebs in der Saison 2020/21 ab November 2020 aufgrund der COVID-19-Pandemie in Deutschland konnte er sich dort als Stammspieler durchsetzen. Unter anderem gelang ihm im Ligaspiel gegen den Berliner AK 07 am 3. Oktober 2020 ein Treffer zum zwischenzeitlichen 2:2-Ausgleich (Endstand 4:2), der anschließend als Tor des Monats ausgezeichnet wurde. Trotz einer restlichen Vertragslaufzeit von einem Jahr erklärte er zum Saisonende im Sommer 2022 das Ende seiner Profikarriere. Stattdessen schloss er sich im Amateurbereich dem Thüringer Landesligisten SV Blau-Weiß 91 Bad Frankenhausen an.

## Erfolge
Vereinserfolge
- Aufstieg in die 2. Bundesliga 2012 (mit dem SSV Jahn Regensburg)
- Landespokalsieger Mecklenburg-Vorpommern 2015 (mit dem F.C. Hansa Rostock)
- Westfalenpokal-Sieger: 2017 (mit dem SC Paderborn 07)
- Sachsenpokal-Sieger: 2020, 2022 (mit dem Chemnitzer FC)

Persönliche Auszeichnungen
- 3. Liga-Spieler des Monats: März 2015
- Tor des Monats: Oktober 2020